# Штельбринк, Карл Фридрих
Карл Фридрих Штельбринк (нем. Karl Friedrich Stellbrink, 28 октября 1894, Мюнстер, Германская империя — 10 ноября 1943, Гамбург, Третий рейх) — немецкий лютеранский пастор и антифашист. Служил в Евангелическо-лютеранской церкви в Любеке. Один из четырёх Любекских мучеников.
Член Всенемецкого союза. Вступил в Национал-социалистическую немецкую рабочую партию, но вышел из неё уже в начале нацистского правления в Германии. Открыто выступал против действий режима. За прослушивание британского радио и антивоенные проповеди был арестован гестапо и приговорён народным судом к смертной казни. Евангелическая церковь Германии внесла его имя в Лютеранский церковный календарь.

## Биография
Родился в семье главного таможенного секретаря и домохозяйки. В 1904 году поступил в гуманитарную среднюю школу Леопольдинум в Детмольде. Затем перевёлся в школу в Шпандау, которую оставил в 1913 году. После неудачной попытки поступить в Академию художеств в Дюссельдорфе, заинтересовался теологией. В 1913 году поступил в семинарию для служения в диаспоре Прусской региональной церкви в Зосте. Во время Первой мировой войны в феврале 1915 года был призван в армию и воевал на Западном фронте. 14 января 1916 года был тяжело ранен в левую руку. 1 октября 1917 года был освобождён от военной службы как «50% инвалида войны». После демобилизации жил в Берлине и занимался общественной работой в церкви и организации по спасению детей, возглавлял мужской и молодёжный клуб и готовился к выпускным экзаменам. 31 марта 1919 года получил аттестат. Через год сдал выпускной экзамен в семинарии. Почти год служил викарием в Баркхаузене, в синодальном округе Минден. 5 марта 1921 года женился на учительнице Хильдегард Дикмайер. Вскоре после в Виттене был рукоположён в пасторы для служения в диаспоре.
20 апреля 1921 года, вместе с семьёй, отплыл на корабле из Гамбурга в Бразилию, куда прибыл в Риу-Гранди-ду-Сул, затем в Порту-Алегри и получил назначение пастором прихода Аррива-де-Падре. Начал служение 1 июня 1921 года. Через несколько лет переехал в приход Монтальверне недалеко от Санта-Крус. Пробыл в Бразилии восемь лет, во время которых у него с женой родились четверо детей. В Бразилии вступил в ряд этнических организаций, в том числе Всенемецкую ассоциацию.
Летом 1929 года, проведя отпуск дома, решил не возвращаться в Бразилию, и подал заявление на должность пастора в Германии. После экзамена, который был необходим ему как неполному теологу, в 1930 году стал пастором в Штайнсдорфе в Тюрингии. Некоторые прихожане письменно жаловались на «авторитарный характер» Штельбринка и его «политизирующие выступления». В то время он поддерживал национал-социалистов и немецких христиан и, по словам Хансйорга Бусса, имел «националистическое и расистское мировоззрение». В 1930 вступил в национал-социалистическую немецкую партию. Стал членом Федерации немецкой церкви — «протестантского братства с сильным национальным характером». В биографической статье о нём говорится: «Национально мыслящий <sic!> и социально ориентированный, Ш[тельбринк] симпатизировал Гитлеру и НСДАП после своего возвращения из Бразилии». Весной 1934 года получил место старшего пастора Лютеркирхе в Евангелическо-Лютеранской Церкви в Любеке. Вступил в должность в июне 1934 года. В то время Лютеркирхе считалась оплотом немецких христиан в Любеке. Однако Штельбринк не присоединился к немецким христианам.
В 1934 году подал в отставку со всех партийных постов. Предположительно причиной тому были антицерковные тенденции в партии и государстве, а также постоянные конфликты между гитлерюгендом и протестантской молодёжью. Его приёмный брат был исключён из гитлерюгенда, потому что присутствовал на службе в кирхе, вместо службы гитлерюгенда, которая проходила в то же время. Дети пастора также покинули гитлерюгенд. Штельбринк стал выступать с критикой нацистского режима. Оказал поддержку соседской семье евреев. В 1937 году после нескольких предупреждений от гестапо был исключён из НСДАП за критику, наносящую вред партии. До этого вышел из состава Государственной немецкой церкви. С 1937 года находился под негласным надзором гестапо.
Негативное отношение пастора к войне, в которой в 1940 году умер приёмный сын Штельбринка, усилило его противодействие режиму. Он категорически выступил против политики умерщвления инвалидов, о которой узнал летом 1941 года. В 1941 году пастор познакомился с римско-католическим капелланом Иоганнесом Прассеком, который передавал ему проповеди епископа Клеменса Августа фон Галена, также критиковавшего режим, и новости британского радио. Штельбринк не присоединился к Исповедующей церкви, однако, изолированный в региональной протестантской церкви, вступил в контакт с антифашистами из среды местного римско-католического духовенства.

### Арест и казнь
После страшной бомбардировки Любека в ночь на Вербное воскресенье с 28 на 29 марта 1942 года, в тот же день слова о трагедии, сказанные им на проповеди во время богослужения, произвели на горожан большое впечатление. Они интерпретировали бомбардировку, как «Божий суд» из-за развязанной немцами войны. По требованию гестапо Штельбринка уволили с должности старшего пастора. 8 апреля он был арестован и доставлен в тюрьму Лауэргоф. Штельбринка лишили пенсии и поддержки церкви, семья пастора была изолирована.
Вместе с римско-католическими священниками Эдуардом Мюллером, Иоганнесом Прассеком и Германом Ланге, 19 июля 1940 года подписал письмо с протестом, которое епископ Теофил Вурм передал министру внутренних дел Фрику. В июне 1943 года второй состав Народной судебной палаты, приехавший в Любек из Берлина, предъявил обвинение пастору и священникам по пунктам «предательская симпатия к врагу», «подрыв боевого духа», «нарушение закона о радиовещании» и «измена родине». Четверо священнослужителей были приговорены к высшей мере наказания. Мирян приговорили к различным срокам тюремного заключения.
Смертный приговор через обезглавливание был приведён в исполнение 10 ноября 1943 года в тюрьме Хольстенгласис в Гамбурге (ныне следственный изолятор) палачом Фридрихом Гером. 

### Наследие
По словам Хансйорга Бусса, Штельбринк придерживался идей «ретроспективного, преувеличенного национализма» и «религиозного и расово определяемого национального сообщества», и что пастор, несомненно, был враждебен демократии. Современники считали его «трудным», «правдивым фанатиком», «неприятной личностью».
После 1945 года руководство церкви предоставило семье Штеллбринка пенсию и посмертно отменило его увольнение со службы в региональной церкви. Во время второй годовщины смерти Любекских мучеников Иоганнес Паутке, главный клирик региональной церкви Любека, интерпретировал смерть пастора и трёх католических священников как мученичество. Римско-католическая церковь согласилась с подобной интерпретацией. Позиция лютеран по этому вопросу не была однозначной. Члены  Исповедующей церкви возражали против мнения, что Штельбринк был мучеником. Они вменяли пастору в вину то, что он «оскорбил Ветхий Завет вопиющими словами [...]» и погиб «не в борьбе за Евангелие», а «в политической борьбе против Третьего рейха». В 1959 году Совет церквей Любека принял решение о «ежегодном поминовении» всех четырёх казнённых. В 1993 году тогдашний епископ Любека Карл Людвиг Кольваге, вместе с юристом и бывшим государственным министром юстиции Хайко Хоффманном, добился формальной отмены смертного приговора Штельбринку по случаю 50-летия казни. Общая судьба лютеранского пастора и католических священников укрепила экуменическое общение между протестантской и римско-католической церквями.
В честь Штельбринка названы улицы в Гамбурге, Любеке и других местах. Во время беатификации трёх католических священнослужителей 25 июня 2011 года в Любеке в своей проповеди кардинал Вальтер Каспер упомянул и протестанта Штельбринка. Евангелическая церковь в Германии внесла его имя в Лютеранский церковный календарь под 10 ноября. В Римско-католической церкви Карл Фридрих Штельбринк указан как мученик в немецком Мартирологе XX века.